# Mogojogojo
Mogojogojo – wieś w Botswanie w dystrykcie Southern. Według spisu ludności z 2011 roku wieś liczyła 619 mieszkańców.